# Redécoupage cantonal de 2014 en France
Un redécoupage des cantons français est défini par la loi du 17 mai 2013 et les décrets d'application publiés au Journal officiel entre le 24 février et le 2 mars 2014. En application de cette loi, les circonscriptions que sont les cantons permettent l'élection des assemblées départementales, rebaptisées conseils départementaux, au scrutin majoritaire, binominal et paritaire. En effet, ce redécoupage s'accompagne d'un mode de scrutin destiné à promouvoir la parité : chaque nouveau canton est représenté par deux conseillers départementaux, un homme et une femme, élus en binôme.
Les premières élections de ce type (les élections départementales) ont lieu en mars 2015, les mandats des conseillers généraux élus en 2008 et en 2011 expirant en 2015 par dérogation à l'article L.192 du Code électoral,, ,. Reportées à décembre 2015 dans le projet de loi définissant la nouvelle carte des régions, ces élections départementales ont bien lieu en mars 2015, après arbitrage du Premier ministre Manuel Valls.

## Contexte et objectif
La réforme des collectivités territoriales engagée sous la présidence de Nicolas Sarkozy, sur proposition du comité Balladur, avait abouti à la création d'un conseiller territorial, par substitution du conseiller général et du conseiller régional. Critiquée et contraire aux promesses de campagne électorale de François Hollande, qui souhaitait « respecter le principe de parité posé dans la Constitution », la loi no 2010-1563 du 16 décembre 2010 a fait l'objet d'une abrogation.

### Rééquilibrage démographique
Les trois-cinquièmes des cantons français n'ont quasiment pas été modifiés depuis 1801, les rééquilibrages réalisés depuis deux siècles étant presque exclusivement limités à la division des cantons très peuplés. Un rééquilibrage tenant compte des réalités démographiques était rendu nécessaire : la jurisprudence du Conseil constitutionnel, renforcée en 2010 au nom du « principe d'égalité devant le suffrage », exige que la population d'un canton ne s'écarte pas de plus de 20 % de la moyenne de la population des cantons du département.
Les règles de redécoupage suivantes sont donc appliquées :
« La modification des limites territoriales des cantons […] est conforme aux règles suivantes :
a) Le territoire de chaque canton est défini sur des bases essentiellement démographiques ;
b) Le territoire de chaque canton est continu ;
c) Est entièrement comprise dans le même canton toute commune de moins de 3 500 habitants. »
— Article L. 3113-2 III du Code général des collectivités territoriales.

### Introduction du principe de parité
À la suite des élections cantonales, les conseils généraux comprennent 544 femmes soit 13,9 % des conseillers généraux français ; la Moselle, la Haute-Savoie, l'Indre et la Haute-Corse n'ont alors élu aucune femme ; enfin, seuls quatre conseils généraux sont présidés par des femmes. Devant ce constat, contraire à l'article 1er de la Constitution sur la parité dans les fonctions électives, et sur proposition de la délégation parlementaire aux droits des femmes a été introduit un nouveau mode de scrutin permettant de garantir le respect du principe constitutionnel de parité : l'élection d'un binôme composé d'un homme et une femme dans chaque canton.

### Renouvellement unique des conseils départementaux
Parallèlement à la refonte des limites cantonales et à l'introduction de la parité, la réforme abroge le renouvellement triennal par moitié, institué par la loi du 10 août 1871 et réinstauré par celle du 18 janvier 1994. Ainsi, le mandat des conseillers généraux élus en 2008 ou en 2011 expire en 2015 et celui des conseillers départementaux élus en 2015 reste de six ans.

## Mise en œuvre de la réforme

### Des consultations aux décrets
Par l'intermédiaire des préfets, les conseils généraux ainsi que les principaux élus de chaque département ont été consultés sur le contour des nouveaux cantons, l'objectif étant de concilier les bases démographiques et la réalité des territoires. Une circulaire du ministère de l'Intérieur en date du 13 avril 2013, intitulée « Méthodologie du redécoupage cantonal en vue de la mise en œuvre du scrutin », précise à l'attention des préfets la procédure d'élaboration des projets départementaux. Le calendrier impose que soient pris en compte les chiffres légaux de population de 2010 publiés le 1er janvier 2013. Le conseil d'État, en formation administrative, est ensuite saisi pour avis avant la publication de chaque décret.
Par cette loi de 2013, le nombre de cantons doit être divisé par deux, avec arrondi à l'unité impaire supérieure[pourquoi ?]. Elle prévoit un minimum de 13 cantons pour les départements de plus de 150 000 habitants et de 17 pour ceux de plus de 500 000 habitants.
En application de la loi du 11 décembre 1990 sur le renouvellement des conseils généraux et des conseils régionaux, tous les décrets pris en Conseil d'État concernant le redécoupage des circonscriptions cantonales paraissent au Journal officiel durant la semaine du 24 février au 2 mars 2014, soit un an au plus tard avant l'échéance de renouvellement des assemblées.

### Exceptions territoriales
98 départements sont concernés, Paris, la Martinique et la Guyane ayant un statut différent : le premier possède le Conseil de Paris et les deux départements d'outre-mer, régis par l'article 73 de la Constitution, comptent à partir de 2014 une assemblée unique avec les compétences, à la fois, d'un département et d'une région d'outre-mer. En tant que collectivités d'outre-mer, Saint-Pierre-et-Miquelon, Saint-Barthélemy et Saint-Martin ne sont pas concernées par ce remodelage cantonal. In fine, les 3 971 cantons concernés par la réforme (et le même nombre de conseillers généraux) deviennent 2 054 soit 4 108 conseillers départementaux,.
Dans le département du Rhône, les nouveaux cantons n'incluent pas les communes du Grand Lyon, appelées à intégrer au 1er janvier 2015 la Métropole de Lyon, créée par la loi du 27 janvier 2014 de modernisation de l'action publique territoriale et d'affirmation des métropoles. Celle-ci se substitue au Conseil général du Rhône et les membres de son conseil communautaire sont élus au suffrage universel en même temps que les élections municipales suivantes.

### En synthèse
Le nombre de cantons passe de 4 035 à 2 054 (hors les 20 arrondissements de Paris qui font office de cantons), les cantons de Martinique et de Guyane disparaissant à la suite de la transformation de ces collectivités en collectivités uniques. Le nombre total de conseillers généraux passe ainsi de 4 035 à 4 108 (ou de 4 055 à 4 128 si les 20 maires d'arrondissements qui siègent également au Conseil de Paris sont pris en compte).
| Départements           | Nombre de cantons | Nombre de cantons            | Nombre de cantons | Nombre de conseillers généraux/départementaux | Nombre de conseillers généraux/départementaux | Nombre de conseillers généraux/départementaux |
| Départements           | En 2014           | entre mars 2015 et mars 2020 | après mars 2020   | En 2014                                       | entre mars 2015 et mars 2020                  | Après mars 2020                               |
| ---------------------- | ----------------- | ---------------------------- | ----------------- | --------------------------------------------- | --------------------------------------------- | --------------------------------------------- |
| Paris                  | (20)              | (20)                         |                   | (20)                                          | (20)                                          |                                               |
| Métropole (hors Paris) | 3 863             | 1 995                        | 1 995             | 3 863                                         | 3 990                                         | 3 990                                         |
| Guadeloupe             | 40                | 21                           | 21                | 40                                            | 42                                            | 42                                            |
| La Réunion             | 49                | 25                           | 25                | 49                                            | 50                                            | 50                                            |
| Mayotte                | 19                | 13                           | 13                | 19                                            | 26                                            | 26                                            |
| Martinique             | 45                | —                            | —                 | 45                                            | —                                             | —                                             |
| Guyane                 | 19                | —                            | —                 | 19                                            | —                                             | —                                             |
| Total (hors Paris)     | 4 035             | 2 054                        | 2 054             | 4 035                                         | 4 108                                         | 4 108                                         |
| Total (avec Paris)     | (4 055)           | (2 074)                      | -                 | (4 055)                                       | (4 128)                                       | -                                             |

### Respect de la clause démographique
Au total, sur les 2 054 nouveaux cantons, seuls 29 cantons (1,4 %) sont en « exception démographique », c’est-à-dire que leur population excède l’écart de plus ou moins 20 % par rapport à la population moyenne des cantons du département, au nom de « considérations géographiques » ou d’« autres impératifs d’intérêt général ». Par ailleurs 497 cantons (soit 24,2 % du total) sont situés au-delà de 15 % d’écart à la moyenne départementale. Parmi eux, 70 cantons (soit 3,4 % du total) sont très proches — entre 19 % et 20 % — de la borne démographique.

### Perte de la qualité de chef-lieu
Ce nouveau découpage cantonal entraînera la perte de la qualité de chef-lieu pour certaines communes, en raison des regroupements de cantons et donc une perte financière à terme pour ces communes. En effet, la première fraction dite « bourg-centre » de la dotation de solidarité rurale (DSR) est notamment attribuée aux communes chefs-lieux de cantons ainsi qu'aux communes dont la population représente au moins 15 % de celle de leur canton (article L. 2334-21 du CGCT). La réduction du nombre de cantons pose donc la question de l'éligibilité des communes perdant leur qualité de chef-lieu de canton à la suite de cette réforme ainsi que de celles ne remplissant plus le critère de la part de la population communale dans la population cantonale. Selon l'article L. 3113-2 du CGCT modifié par la loi du 17 mai 2013 : « (…) II. -La qualité de chef-lieu de canton est maintenue aux communes qui la perdent dans le cadre d'une modification des limites territoriales des cantons, prévue au I, jusqu'au prochain renouvellement général des conseils départementaux. (…) ». Ainsi, tous les décrets de remodelage de la carte cantonale n'auront vocation à s'appliquer qu'au moment du renouvellement des conseils départementaux, soit en mars 2015. Par conséquent, ce n'est seulement qu'à compter de 2017, année au cours de laquelle sera prise en compte la situation des communes au 1er janvier 2016, que le redécoupage de la carte cantonale pourrait avoir un impact sur la répartition de la fraction « bourg-centre » de la DSR,.

### Fin du lien entre le canton et l'arrondissement
Avant la réforme, le découpage des cantons devait en principe respecter celui des arrondissements départementaux. La réforme supprime cette exigence, le Conseil d'État ayant indiqué qu'elle avait perdu sa justification.

## Nombre de cantons par département
L'article 8 du décret du 6 février 2014 définit la population de référence à utiliser pour la première délimitation générale des cantons opérée en application de l’article L. 3113-2 du code général des collectivités territoriales, dans sa rédaction résultant de l’article 46 de la loi no 2013-403 du 17 mai 2013. Cette disposition permet d'assurer le traitement de l'ensemble des départements sur une même base statistique et de garantir le respect de l'article 7 de la loi no 90-1103 du 11 décembre 1990 organisant la concomitance des renouvellements des conseils généraux et des conseils régionaux. Le chiffre de population municipale auquel il convient de se référer est celui authentifié par le décret no 2012-1479 du 27 décembre 2012, à savoir la population légale entrant en vigueur au 1er janvier 2013,. Les différents décrets votés en 2014 précisant ce nouveau découpage cantonal sont indiqués dans le tableau suivant. Postérieurement, deux décrets, l’un du 19 mars 2014, l’autre du 13 mai 2014, ont corrigé certaines erreurs matérielles.
| Département | Département             | Situation de référence au 1er janvier 2013 | Situation de référence au 1er janvier 2013 | Situation après réorganisation        | Situation après réorganisation |
| Code        | Nom                     | Nombre de cantons                          | Population municipale                      | Décret de réorganisation              | Nombre de cantons              |
| ----------- | ----------------------- | ------------------------------------------ | ------------------------------------------ | ------------------------------------- | ------------------------------ |
| 01          | Ain                     | 43                                         | 597 341                                    | Décret no 2014-147 du 13 février 2014 | 23                             |
| 02          | Aisne                   | 42                                         | 540 508                                    | Décret no 2014-202 du 21 février 2014 | 21                             |
| 03          | Allier                  | 35                                         | 342 908                                    | Décret no 2014-265 du 27 février 2014 | 19                             |
| 04          | Alpes-de-Haute-Provence | 30                                         | 160 149                                    | Décret no 2014-226 du 24 février 2014 | 15                             |
| 05          | Hautes-Alpes            | 30                                         | 136 971                                    | Décret no 2014-193 du 20 février 2014 | 15                             |
| 06          | Alpes-Maritimes         | 52                                         | 1 078 729                                  | Décret no 2014-227 du 24 février 2014 | 27                             |
| 07          | Ardèche                 | 33                                         | 315 090                                    | Décret no 2014-148 du 13 février 2014 | 17                             |
| 08          | Ardennes                | 37                                         | 283 250                                    | Décret no 2014-203 du 21 février 2014 | 19                             |
| 09          | Ariège                  | 22                                         | 152 038                                    | Décret no 2014-174 du 18 février 2014 | 13                             |
| 10          | Aube                    | 33                                         | 303 327                                    | Décret no 2014-216 du 21 février 2014 | 17                             |
| 11          | Aude                    | 35                                         | 356 467                                    | Décret no 2014-204 du 21 février 2014 | 19                             |
| 12          | Aveyron                 | 46                                         | 276 805                                    | Décret no 2014-205 du 21 février 2014 | 23                             |
| 13          | Bouches-du-Rhône        | 57                                         | 1 972 018                                  | Décret no 2014-271 du 27 février 2014 | 29                             |
| 14          | Calvados                | 49                                         | 683 105                                    | Décret no 2014-160 du 17 février 2014 | 25                             |
| 15          | Cantal                  | 27                                         | 148 162                                    | Décret no 2014-149 du 13 février 2014 | 15                             |
| 16          | Charente                | 35                                         | 351 577                                    | Décret no 2014-195 du 20 février 2014 | 19                             |
| 17          | Charente-Maritime       | 51                                         | 622 323                                    | Décret no 2014-269 du 27 février 2014 | 27                             |
| 18          | Cher                    | 35                                         | 311 257                                    | Décret no 2014-206 du 21 février 2014 | 19                             |
| 19          | Corrèze                 | 37                                         | 243 551                                    | Décret no 2014-228 du 24 février 2014 | 19                             |
| 2A          | Corse-du-Sud            | 22                                         | 143 600                                    | Décret no 2014-229 du 24 février 2014 | 11                             |
| 2B          | Haute-Corse             | 30                                         | 166 093                                    | Décret no 2014-255 du 26 février 2014 | 15                             |
| 21          | Côte-d'Or               | 43                                         | 524 358                                    | Décret no 2014-175 du 18 février 2014 | 23                             |
| 22          | Côtes-d'Armor           | 52                                         | 591 641                                    | Décret no 2014-150 du 13 février 2014 | 27                             |
| 23          | Creuse                  | 27                                         | 123 029                                    | Décret no 2014-161 du 17 février 2014 | 15                             |
| 24          | Dordogne                | 50                                         | 414 149                                    | Décret no 2014-218 du 21 février 2014 | 25                             |
| 25          | Doubs                   | 35                                         | 527 770                                    | Décret no 2014-240 du 25 février 2014 | 19                             |
| 26          | Drôme                   | 36                                         | 484 715                                    | Décret no 2014-191 du 20 février 2014 | 19                             |
| 27          | Eure                    | 43                                         | 586 543                                    | Décret no 2014-241 du 25 février 2014 | 23                             |
| 28          | Eure-et-Loir            | 29                                         | 428 933                                    | Décret no 2014-231 du 24 février 2014 | 15                             |
| 29          | Finistère               | 54                                         | 897 628                                    | Décret no 2014-151 du 13 février 2014 | 27                             |
| 30          | Gard                    | 46                                         | 709 700                                    | Décret no 2014-226 du 24 février 2014 | 23                             |
| 31          | Haute-Garonne           | 53                                         | 1 243 641                                  | Décret no 2014-152 du 13 février 2014 | 27                             |
| 32          | Gers                    | 31                                         | 188 159                                    | Décret no 2014-254 du 26 février 2014 | 17                             |
| 33          | Gironde                 | 63                                         | 1 449 245                                  | Décret no 2014-192 du 20 février 2014 | 33                             |
| 34          | Hérault                 | 49                                         | 1 044 558                                  | Décret no 2014-258 du 26 février 2014 | 25                             |
| 35          | Ille-et-Vilaine         | 53                                         | 988 140                                    | Décret no 2014-177 du 18 février 2014 | 27                             |
| 36          | Indre                   | 26                                         | 231 176                                    | Décret no 2014-178 du 18 février 2014 | 13                             |
| 37          | Indre-et-Loire          | 37                                         | 590 515                                    | Décret no 2014-179 du 18 février 2014 | 19                             |
| 38          | Isère                   | 58                                         | 1 206 374                                  | Décret no 2014-180 du 18 février 2014 | 29                             |
| 39          | Jura                    | 34                                         | 261 534                                    | Décret no 2014-165 du 17 février 2014 | 17                             |
| 40          | Landes                  | 30                                         | 384 320                                    | Décret no 2014-181 du 18 février 2014 | 15                             |
| 41          | Loir-et-Cher            | 30                                         | 330 079                                    | Décret no 2014-213 du 21 février 2014 | 15                             |
| 42          | Loire                   | 40                                         | 748 947                                    | Décret no 2014-260 du 26 février 2014 | 21                             |
| 43          | Haute-Loire             | 35                                         | 224 006                                    | Décret no 2014-162 du 17 février 2014 | 19                             |
| 44          | Loire-Atlantique        | 59                                         | 1 282 052                                  | Décret no 2014-243 du 25 février 2014 | 31                             |
| 45          | Loiret                  | 41                                         | 656 105                                    | Décret no 2014-244 du 25 février 2014 | 21                             |
| 46          | Lot                     | 31                                         | 174 578                                    | Décret no 2014-154 du 13 février 2014 | 17                             |
| 47          | Lot-et-Garonne          | 40                                         | 331 123                                    | Décret no 2014-257 du 26 février 2014 | 21                             |
| 48          | Lozère                  | 25                                         | 77 082                                     | Décret no 2014-245 du 25 février 2014 | 13                             |
| 49          | Maine-et-Loire          | 41                                         | 784 810                                    | Décret no 2014-259 du 26 février 2014 | 21                             |
| 50          | Manche                  | 52                                         | 498 747                                    | Décret no 2014-246 du 25 février 2014 | 27                             |
| 51          | Marne                   | 44                                         | 565 307                                    | Décret no 2014-208 du 21 février 2014 | 23                             |
| 52          | Haute-Marne             | 32                                         | 184 039                                    | Décret no 2014-163 du 17 février 2014 | 17                             |
| 53          | Mayenne                 | 32                                         | 306 337                                    | Décret no 2014-209 du 21 février 2014 | 17                             |
| 54          | Meurthe-et-Moselle      | 44                                         | 732 207                                    | Décret no 2014-261 du 26 février 2014 | 23                             |
| 55          | Meuse                   | 31                                         | 193 923                                    | Décret no 2014-166 du 17 février 2014 | 17                             |
| 56          | Morbihan                | 42                                         | 721 657                                    | Décret no 2014-215 du 21 février 2014 | 21                             |
| 57          | Moselle                 | 51                                         | 1 045 066                                  | Décret no 2014-183 du 18 février 2014 | 27                             |
| 58          | Nièvre                  | 32                                         | 219 584                                    | Décret no 2014-184 du 18 février 2014 | 17                             |
| 59          | Nord                    | 79                                         | 2 576 770                                  | Décret no 2014-167 du 17 février 2014 | 41                             |
| 60          | Oise                    | 41                                         | 803 595                                    | Décret no 2014-196 du 20 février 2014 | 21                             |
| 61          | Orne                    | 40                                         | 291 642                                    | Décret no 2014-247 du 25 février 2014 | 21                             |
| 62          | Pas-de-Calais           | 77                                         | 1 461 387                                  | Décret no 2014-233 du 24 février 2014 | 39                             |
| 63          | Puy-de-Dôme             | 61                                         | 632 311                                    | Décret no 2014-210 du 21 février 2014 | 31                             |
| 64          | Pyrénées-Atlantiques    | 52                                         | 653 515                                    | Décret no 2014-248 du 25 février 2014 | 27                             |
| 65          | Hautes-Pyrénées         | 34                                         | 229 458                                    | Décret no 2014-242 du 25 février 2014 | 17                             |
| 66          | Pyrénées-Orientales     | 31                                         | 448 543                                    | Décret no 2014-262 du 26 février 2014 | 17                             |
| 67          | Bas-Rhin                | 44                                         | 1 095 905                                  | Décret no 2014-185 du 18 février 2014 | 23                             |
| 68          | Haut-Rhin               | 31                                         | 749 782                                    | Décret no 2014-207 du 21 février 2014 | 17                             |
| 69D         | Rhône                   | 54                                         | 1 725 177                                  | Décret no 2014-267 du 27 février 2014 | 13                             |
| 70          | Haute-Saône             | 32                                         | 239 548                                    | Décret no 2014-164 du 17 février 2014 | 17                             |
| 71          | Saône-et-Loire          | 57                                         | 555 663                                    | Décret no 2014-182 du 18 février 2014 | 29                             |
| 72          | Sarthe                  | 40                                         | 563 518                                    | Décret no 2014-234 du 24 février 2014 | 21                             |
| 73          | Savoie                  | 37                                         | 414 959                                    | Décret no 2014-272 du 27 février 2014 | 19                             |
| 74          | Haute-Savoie            | 34                                         | 738 088                                    | Décret no 2014-153 du 13 février 2014 | 17                             |
| 75          | Paris                   | —                                          | 2 243 833                                  | non concerné                          | non concerné                   |
| 76          | Seine-Maritime          | 69                                         | 1 250 411                                  | Décret no 2014-266 du 27 février 2014 | 35                             |
| 77          | Seine-et-Marne          | 43                                         | 1 324 865                                  | Décret no 2014-186 du 18 février 2014 | 23                             |
| 78          | Yvelines                | 39                                         | 1 408 765                                  | Décret no 2014-214 du 21 février 2014 | 21                             |
| 79          | Deux-Sèvres             | 33                                         | 369 270                                    | Décret no 2014-176 du 18 février 2014 | 17                             |
| 80          | Somme                   | 46                                         | 570 741                                    | Décret no 2014-263 du 26 février 2014 | 23                             |
| 81          | Tarn                    | 46                                         | 375 379                                    | Décret no 2014-170 du 17 février 2014 | 23                             |
| 82          | Tarn-et-Garonne         | 30                                         | 241 698                                    | Décret no 2014-273 du 27 février 2014 | 15                             |
| 83          | Var                     | 43                                         | 1 008 183                                  | Décret no 2014-270 du 27 février 2014 | 23                             |
| 84          | Vaucluse                | 24                                         | 543 105                                    | Décret no 2014-249 du 25 février 2014 | 17                             |
| 85          | Vendée                  | 31                                         | 634 778                                    | Décret no 2014-169 du 17 février 2014 | 17                             |
| 86          | Vienne                  | 38                                         | 427 193                                    | Décret no 2014-264 du 26 février 2014 | 19                             |
| 87          | Haute-Vienne            | 42                                         | 376 191                                    | Décret no 2014-194 du 20 février 2014 | 21                             |
| 88          | Vosges                  | 31                                         | 379 724                                    | Décret no 2014-268 du 27 février 2014 | 17                             |
| 89          | Yonne                   | 42                                         | 342 510                                    | Décret no 2014-156 du 13 février 2014 | 21                             |
| 90          | Territoire de Belfort   | 15                                         | 142 911                                    | Décret no 2014-155 du 13 février 2014 | 9                              |
| 91          | Essonne                 | 42                                         | 1 215 340                                  | Décret no 2014-230 du 24 février 2014 | 21                             |
| 92          | Hauts-de-Seine          | 45                                         | 1 572 490                                  | Décret no 2014-256 du 26 février 2014 | 23                             |
| 93          | Seine-Saint-Denis       | 40                                         | 1 522 048                                  | Décret no 2014-217 du 21 février 2014 | 21                             |
| 94          | Val-de-Marne            | 49                                         | 1 327 732                                  | Décret no 2014-171 du 17 février 2014 | 25                             |
| 95          | Val-d'Oise              | 39                                         | 1 171 161                                  | Décret no 2014-168 du 17 février 2014 | 21                             |
| 971         | Guadeloupe              | 40                                         | 403 355                                    | Décret no 2014-235 du 24 février 2014 | 21                             |
| 972         | Martinique              | 45                                         | 394 173                                    | non concerné                          | non concerné                   |
| 973         | Guyane                  | 19                                         | 229 040                                    | non concerné                          | non concerné                   |
| 974         | La Réunion              | 49                                         | 821 136                                    | Décret no 2014-236 du 24 février 2014 | 25                             |
| 976         | Mayotte                 | 19                                         | 212 645                                    | Décret no 2014-157 du 13 février 2014 | 13                             |
| Total       | Total                   | 4 035                                      |                                            |                                       | 2 054                          |

## Listes alphabétiques des cantons et des bureaux centralisateurs
La liste comprend aussi les cas d'homonymies de cantons (avec les noms non suffixés) : si c'est avec un ancien canton ou un canton qui disparaît en mars 2015, cet autre nom est barré. Les noms suffixés à utiliser pour les cantons de 2015 sont affichés normalement. Les noms d'anciens cantons homonymes sont omis s'ils ne sont pas homonymes des cantons définis en 2014 pour les élections départementales de mars 2015.
La liste alphabétique des bureaux centralisateurs est également affichée en vis-à-vis (note : de nombreux cantons ne sont pas nommés d'après le nom de leur bureau centralisateur mais utilisent une autre dénomination géographique ou culturelle ; pour le détail des cantons et de leur bureau centralisateur associé, consulter la table donnant le nombre de cantons par département, et suivre le lien vers la liste des cantons de chaque département).

## Contentieux

### Consultation des conseils généraux
Comme tout redécoupage des circonscriptions électorales en France, de vives oppositions naissent au sein des départements. Certains élus reprochent des « fins électoralistes », d'autres la disparition du poids de la ruralité. L'obligation de parité, alors que le taux de femmes élues dans les conseils généraux après les élections de 2011 s'élève à 13,9 %, entraîne aussi des résistances. Début février 2014, 54 conseils généraux ont rejeté le projet concernant leurs départements. Même si la formation administrative du Conseil d'État a rendu un avis consultatif « globalement favorable », sous réserve de quelques modifications visant à un respect plus strict du principe d'égalité démographique, de nombreux recours devant la section du contentieux de cette même juridiction sont annoncés par les opposants.
En application de l’article L. 3113-2 du code général des collectivités territoriales, les conseils généraux ont été consultés sur les projets de décret portant nouvelle délimitation des cantons. Sur les 98 conseils généraux consultés, 41 d’entre eux (soit 42 %) ont émis un avis favorable, tandis que 57 (soit 58 %) ont rendu un avis défavorable sur le projet de redécoupage.
| Département             | Avis        |
| ----------------------- | ----------- |
| Ain                     | favorable   |
| Aisne                   | défavorable |
| Allier                  | défavorable |
| Alpes-de-Haute-Provence | défavorable |
| Hautes-Alpes            | défavorable |
| Alpes-Maritimes         | défavorable |
| Ardèche                 | favorable   |
| Ardennes                | défavorable |
| Ariège                  | favorable   |
| Aube                    | défavorable |
| Aude                    | favorable   |
| Aveyron                 | défavorable |
| Bouches-du-Rhône        | défavorable |
| Calvados                | défavorable |
| Cantal                  | défavorable |
| Charente                | favorable   |
| Charente-Maritime       | défavorable |
| Cher                    | défavorable |
| Corrèze                 | défavorable |
| Corse-du-Sud            | défavorable |
| Haute-Corse             | favorable   |
| Côte-d’Or               | défavorable |
| Côtes-d’Armor           | favorable   |
| Creuse                  | défavorable |
| Dordogne                | favorable   |
| Doubs                   | favorable   |
| Drôme                   | favorable   |
| Eure                    | défavorable |
| Eure-et-Loir            | défavorable |
| Finistère               | favorable   |
| Gard                    | favorable   |
| Haute-Garonne           | défavorable |
| Gers                    | favorable   |
| Gironde                 | favorable   |
| Hérault                 | favorable   |
| Ille-et-Vilaine         | favorable   |
| Indre                   | défavorable |
| Indre-et-Loire          | favorable   |
| Isère                   | favorable   |
| Jura                    | favorable   |
| Landes                  | favorable   |
| Loir-et-Cher            | défavorable |
| Loire                   | défavorable |
| Haute-Loire             | favorable   |
| Loire-Atlantique        | favorable   |
| Loiret                  | défavorable |
| Lot                     | favorable   |
| Lot-et-Garonne          | favorable   |
| Lozère                  | défavorable |
| Maine-et-Loire          | défavorable |
| Manche                  | défavorable |
| Marne                   | défavorable |
| Haute-Marne             | défavorable |
| Mayenne                 | défavorable |
| Meurthe-et-Moselle      | favorable   |
| Meuse                   | défavorable |
| Morbihan                | défavorable |
| Moselle                 | défavorable |
| Nièvre                  | défavorable |
| Nord                    | favorable   |
| Oise                    | favorable   |
| Orne                    | défavorable |
| Pas-de-Calais           | favorable   |
| Puy-de-Dôme             | défavorable |
| Pyrénées-Atlantiques    | favorable   |
| Hautes-Pyrénées         | défavorable |
| Pyrénées-Orientales     | favorable   |
| Bas-Rhin                | défavorable |
| Haut-Rhin               | défavorable |
| Rhône                   | favorable   |
| Haute-Saône             | favorable   |
| Saône-et-Loire          | favorable   |
| Sarthe                  | défavorable |
| Savoie                  | défavorable |
| Haute-Savoie            | défavorable |
| Seine-Maritime          | favorable   |
| Seine-et-Marne          | défavorable |
| Yvelines                | défavorable |
| Deux-Sèvres             | favorable   |
| Somme                   | défavorable |
| Tarn                    | favorable   |
| Tarn-et-Garonne         | défavorable |
| Var                     | défavorable |
| Vaucluse                | favorable   |
| Vendée                  | défavorable |
| Vienne                  | défavorable |
| Haute-Vienne            | favorable   |
| Vosges                  | défavorable |
| Yonne                   | défavorable |
| Territoire de Belfort   | favorable   |
| Essonne                 | favorable   |
| Hauts-de-Seine          | défavorable |
| Seine-Saint-Denis       | défavorable |
| Val-de-Marne            | favorable   |
| Val-d’Oise              | défavorable |

### Recours gracieux
Les décrets en Conseil d’État adoptés en février 2014 portant délimitation des cantons ont fait l’objet d’une importante série de recours. Le ministère de l’Intérieur a reçu plus d’un millier de recours gracieux. Au 18 juin 2014, aucun n’avait donné lieu à une suite favorable aux requérants.

### Recours en Conseil d'État
Au 9 juillet 2014, le Conseil d'État a enregistré 2 558 recours contentieux contre des décrets portant nouvelle délimitation des cantons. À cette date, trois départements concentraient à eux seuls plus d'un millier de recours : l'Isère (443 requêtes), la Vendée (383 requêtes) et le Loiret (242 requêtes), les recours émanent, pour la plupart, d'élus opposés à la majorité gouvernementale du moment. Les principales critiques émises par les opposants à ces décrets portent sur le caractère supposé partisan du nouveau découpage, qui avantagerait la majorité actuelle lors des prochaines élections, ainsi que sur les atteintes portées à la ruralité, en raison de la très vaste superficie de certains cantons et du grand nombre de communes dans certains d'entre eux. Quatre décisions significatives du Conseil d'État peuvent être mentionnées faisant jurisprudence :

#### Décision «Hyest» du 21 mai 2014
Le nouveau découpage cantonal n’est pas tenu de coïncider avec les périmètres d’autres circonscriptions électorales ou de subdivisions administratives.

#### Décision «ASERDEL» du 26 mai 2014
L'Association de soutien pour l'exercice des responsabilités départementales et locales (ASERDEL) saisit le Conseil d'État le 15 mai 2014 d'une demande d'annulation de l'article 8 du décret du 6 février 2014 définissant la population de référence à prendre en compte pour la délimitation des cantons. La requérante fait valoir notamment que ces dispositions sont illégales au motif que les chiffres de population retenus comme référence pour le redécoupage des cantons ne sont pas les plus récents disponibles pour des décrets publiés en 2014 puisqu'à cette date ceux publiés par décret du 27 décembre 2013 sont connus. Le Conseil d'État rappelle que, « s’il résulte du principe constitutionnel d’égalité devant le suffrage que le territoire de chaque canton doit être défini sur des bases essentiellement démographiques, la délimitation des circonscriptions cantonales peut cependant tenir compte d’autres impératifs d’intérêt général » qui dans le cas d'espèce comprend le respect des contraintes et des délais de consultation inhérents au processus d’élaboration et d’adoption des nouvelles délimitations. Sur ces bases, le Conseil d'État valide les dispositions de la loi dans sa décision du 26 mai 2014.

#### Décision «Commune de Dieuze» du 4 juin 2014
Le rattachement d’une commune à un canton plutôt qu’à un autre fait l’objet d’un contrôle restreint du juge, consistant à vérifier l'absence d’erreur manifeste d’appréciation. De plus, le moyen tiré d'un écart important entre la population d’un nouveau canton et la population moyenne du département, alors même qu'il est inférieur à 20 % (en l’espèce, plus de 19 %), est examiné par le Conseil d'État, qui contrôle les justifications de cet écart et vérifie que celles-ci ne revêtent pas un « caractère arbitraire ». En outre, complétant la décision « Hyest » du 21 mai 2014, cette décision du 4 juin 2014 énonce qu’aucun texte « non plus qu'aucun principe n’imposent au pouvoir réglementaire de prendre comme critères de délimitation [des cantons] les limites des anciens cantons, la proximité géographique des communes ou l'absence de disparité de superficie entre cantons ».

#### Décision du 27 juin 2014
Le Conseil d’État a statué sur les conséquences d’une éventuelle annulation, totale ou partielle, d’un décret portant délimitation des cantons, au regard de la règle législative selon laquelle aucun redécoupage des circonscriptions électorales ne peut avoir lieu dans l’année précédant le scrutin (règle prévue à l’article 7 de la loi no 90-1103 du 11 décembre 1990). Il y est jugé que cette règle n'entacherait pas d'illégalité un nouveau décret de délimitation des cantons, rendu nécessaire par l’annulation d'un premier décret par le Conseil d’État.

## Codification
Le code Insee de chacun des 2 054 nouveaux cantons correspond au numéro d'ordre du canton dans le décret définissant la réorganisation du département dont il fait partie. La liste des codes a été publiée par l'Insee à l'occasion de la première publication des populations des nouveaux cantons au 1er janvier 2015.